# Billete de 20 złotych
El billete de 20 złotych es el segundo billete de más baja denominación de todos los utilizados de Polonia. Tiene unas medidas de 63 x 126 mm.

## Características
Los colores utilizados en el billete son rosa y tonos morados y azulados. El billete ofrece un retrato de Boleslao I el Bravo en el anverso y un Denar utilizado en la época de dicho rey polaco. El billete está protegido con múltiples medidas de seguridad como marcas de agua y mircroimpresión para evitar su falsificación.